# Списък с извънземни от Омнитрикса
Това е списък с извънземни, събрани в измисления апарат Омнитрикс в анимационните сериали „Бен 10“ и „Бен 10: Извънземна сила“. Общо от двата сериала има тридесет извънземни.
В повечето време от сериала „Бен 10“, Омнитриксът остава върху ръката на Бен и оттук следва, че извънземните са описани във връзка с него. В епизода „Гуен 10“ се показва как някои от извънземните биха изглеждали, ако са от женски пол. А в епизодите „Бен 10 000“ и „Кен 10“, се показва как извънземните биха изглеждали, ако са по-стари, тъй като действието се извършва в близкото бъдеще. Макар че Кен – синът на Бен, също има Омнитрикс в епизода „Кен 10“, неговите извънземни не са по-различни от обикновените в останалите епизоди.

## Извънземни в „Бен и космическата десетка“

### Първоначални десет
В началото на сериала Бен има достъп само до десет извънземни. Набират се повече в следващите сезони.
- Диамантена глава

| Диамантения | Диамантения |
| --- | ----------- |
| Описание |             |
| Диамантения е Петросапиенс („Петро-“ като камъни, „сапиенс“ като интелигентно същество; Петросапиенс би означавало „интелигентен камък“) от планетата Петропия (комбинация от гръцките „Петро-“ и „топос“, образуващи дума близка до „каменно място“). Петропия е бил свят покрит с кристали и живеещите на този свят са силиконобазирани същества, които живеят в подземни градове. Както е разкрито в подобрена версия на „Гуен 10“, женските петросапиенси нямат шипове на гърба за разлика от мъжките. Планетата е била унищожена от Вилгакс с помощ от Тетракс, който незнайно защо му е помогнал да създаде оръжие, което да унищожи дома му. Направен от екстремно здрав кристал, Диамантена глава е почти неуязвим. Като допълнение, неговото остро кристално тяло обезкуражава физическия контакт, тъй като кристални шипове могат да израстнат почти моментно от всяка точка на контакт и да се приберат също толкова бързо. Диамантена глава също може да изменя своята собствена физиология, като така може да си израсте загубен крайник, ако е нужно. Светлинно насочените оръжия също са безполезни срещу него, тъй като неговото кристално тяло работи като призма, отразяваща светлината и лъчобазираните оръжия, пращайки атаките обратно към източника им. Диамантена глава също може да простира диаманти на предмети, за да го защитават. За атакуване Диамантена глава може да прави оръжия от тялото си и даже може да изстрелва кристални парчета като снаряди. Също така може да прави кристали на други предмети. Диамантена глава също е далеч по-силен от обикновен човек и ако комбинира тази сила със самонаправените от него оръжия, може с лекота да реже през предмети. Единственият недостатък от неговата кристална форма е самият кристал, който ще се разчупи, ако е изложен на достатъчно силни сонични вибрации или ако е ударен в здрав предмет. Докато Петросапиенстите могат да регенерират накарайници, те имат лимит към колко щети могат да се възстановят. |             |
| Първо показване |             |
| Бен за първи път се трансформира в Диамантена глава в епизода „И ето, че станаха 10“, когато трябваше да се бие срещу гигантския робот на Вилгакс. |             |
| Предимства |             |
| - Почти неуязвим към щети е. - Може да морфира части от тялото си към екстремно сурови, но остри инструменти и оръжия. - Може да отразява и светлинно-, и лъчно- базирани нападения. - Може да изстрелва кристални парчета като остри снаряди. - Може да прави кристали върху други предмети. - Може да израства изгубени крайници. |             |
| Недостатъци |             |
| Соничнобазирани нападения ще разбият кристализираното тяло на Диамантена глава. Тялото му може да се разбие и като се удари в здрави предмети, макар че той може да израства части от тялото си. |             |

Останалите девет първоначални извънземни: Четириръкия, Сиво вещество, Акселерат, Подобрен, Огнен порив, Чудодух, Вулпименсър
, Жило, Къртозъб
Шаблон:Извънземни от омнитрикса
- Блокс – извънземна горила от тухлички
- Фийдбек – черно извънземно, което изсмуква енергия и я пренасочва към противника
- Боливъл – извънземно насекомо, което плюе енергийни топки
- Граватак – планета с антигравитационни сили и крака и ръце (има ултра-форма)
- Крашкопър – огромен зелен скакалец, който скача много високо
- Кикин-хол – огромен петел
- Атомикс – робот с контейнери, пълни с атоми
- Огнен порив – прилича на човек, но направен от камъни и огън
- Жилото – нещо средно между пчела и слузесто същество. Няма очи, отстрани на главата има антени, от които изстрелва слуз
- Диамантения – той е направен от диаманти и е един от най-силните извънземни на Бен
- Акселерат – извънземен, който развива скорост от 800 km/h
- Дивозвяр – извънземно куче без очи, но вижда всичко благодарение на обонянието си (има ултра-форма)
- Четириръкия – огромен червен човек (тетраманд) с четири ръце и четири очи. Много силен извънземен, може да създава ударни вълни само като пляска с ръце
- Снеикър-О – мумия с разтегливи бинтове
- Франкенстрайк – огромен човек, но на ръменете си има електросъздаващи кули
- Подобрен – може да подобрява, възстановява, контролира всякакви машини; има променлива форма
- Сиво вещество – най-умният извънземен на Бен. Сиво вещество е галвин, като създателят на омнитрикса – Азмот (има ултра-форма)
- Чудодух – призрак, който първоначално е зъл и излиза от Омнитрикса
- Бенвълк – вълк с огромна сила главно през нощта
- Топовна мощ – извънземно, което се свива на топка; огромна сила(има ултра-форма)
- Грамада – най-големият извънземен. Освен с ръста си се бие и с лазерни изстрели (има ултра-форма)
- Блатоплам – извънземен плевел. Заедно с Диамантения влиза в най-силните, тъй като може да регенерира всяка част от тялото си, може да стреля огън от ръцете си и да хвърля семена, от които порастват огромни плевели (има ултра-форма)
- Паяко-маймуна – нещо средно между паяк и маймуна (има ултра-форма)
- Страшен студ – прилича на синя пеперуда, но дъхът му е под 0°, може да замразява обекти, освен това може да става безплътен и да минава през стени (има ултра-форма)
- Турбоскат – много бърз извънземен. Акселерат е бърз на земята, а Турбоскат – в небето
- Човекозавар – 20 м. Нещо средно между човек и динозавър (има ултра-форма)
- Хромолом – хуманоидна фигура, изградена от кристали
- Извънземно X – най-силният извънземен на Бен
- Ъпчак – извънземно, което яде всичко
- Къртозъб– извънземна риба
- Мозъчен щурм – също един от най-силните, защото силата му е да действа според нещата наоколо му. Другата му сила е мозъчни светкавици
- Енерджи – извънземно с вътрешност, излъчваща радиация